# 市民の古代研究会
市民の古代研究会（しみんのこだいけんきゅうかい）は、古田武彦の影響下に設立された日本古代史を研究する市民団体であり、機関誌として『市民の古代』を発行していた。

## 古田武彦とともに
1977年、「古田武彦を囲む会」として発足。当時の入会案内には「古田氏の提起される鋭い問題提起と学説に対して、真剣に受けとめ、賛成するか反対するかを問わず、率直に疑問を出しあい古田氏を囲んでともに真理探究へ歩む市民の会です」とある。この時期からのメンバーには、アマチュア古墳研究家の織田重治らがいた。
1983年、「市民の古代研究会」と改称。
この時期の研究の成果としては、藤田友治 の好太王碑（広開土王碑）文の非改竄説がある。

## 発展と自立
1989年、会則を「いかなる権力、権威にも盲従せず、歪曲された歴史観を排除し、市民の立場から日本の古代史の真実の姿を公正に研究する」と改正した。同年刊行の第11集から、雑誌『市民の古代』のタイトルから「古田武彦とともに」の副題が削除された。千歳竜彦 ・丸山晋司 等、古田説の枠におさまらない研究者が育ちつつあった。
1991年、昭和薬科大学諏訪校舎で6日間にわたり開催された「古代史討論シンポジウム”邪馬台国”徹底論争」を後援。
同じ頃、京都大学文学部の学生が学校祭で古田武彦を講師に講演会を開催。雑誌『市民の古代』の編集に参画するようになり、関西では「古事記・日本書紀を読む会」「続日本紀を読む会」 等の例月研究会活動が活発になる。
1992年、会員が800名を超える。
1993年には京都で、翌94年には大阪で、2日間にわたる全国研究集会を開催する。
1993年、季刊『邪馬台国』で「東日流外三郡誌」偽書説が大特集されると、早くから偽作の疑いを示していた齋藤隆一 、ついで昭和薬科大学で古田の助手を務めていた原田実らが偽書説を展開し、市民の古代研究会の幹部級の有力会員の間では偽書説が主流となる。

## 市民の立場から研究活動
1994年、「東日流外三郡誌」真書説を踏み絵とする古田の干渉を逃れるため、定例総会で、会則どおりの市民のための会として再出発することを決議した。これにより古田主導の新東方史学会からは離脱した。この件により古田支持派との分裂が起き、一部の幹部・会員は離脱して古田史学の会を結成、また古田を支持する地方組織は多元的古代研究会に名称変更した。
1995年、東京で2日間にわたる全国研究集会を開催。
同年、秦政明 、半沢英一らが白崎昭一郎の『古代日本海文化』と合流し、季刊『古代史の海』の刊行を開始。同誌には近藤義郎らの専門研究者の論文も掲載された。
2002年、解散。最後の代表は原田実であった。

## 遺跡めぐりの旅
市民の会らしく、古代史や考古学を気軽に楽しむ観点から、遺跡めぐりの旅の活動が活発に行われていた。この流れを汲む会として、西博孝らの考古文化研究会がある。

## 現存する後継団体・関連団体

### 考古文化研究会
考古文化研究会（こうこぶんかけんきゅうかい）とは、本文献の学習会や遺跡の見学、野外調査など考古学に関する基礎的なことを行う目的で1998年に結成された会である。市民の古代研究会の流れをくむ会である。
主に関西圏の史跡巡りを行っている。

### 古田武彦と古代史を研究する会
古田武彦と古代史を研究する会（ふるたたけひことこだいしとけんきゅうするかい）とは、主に関東のメンバーが中心となっている九州王朝説支持者の研究会である。略称は東京古田会（とうきょうふるたかい）。会長は田中巌。
市民の古代研究会とは協力関係にあり共に東方史学会を構成していた。市民の古代研究会分裂後は古田を支持する団体と共に新東方史学会を結成するが、独自の九州王朝説を唱える者もいる。会報誌「東京古田会ニュース」を隔月で発行。

### 古田史学の会
古田史学の会（ふるたしがくのかい）とは、古田史学の発展・継承を目的に主に関西を中心に行われている研究会である。市民の古代研究会分裂時に古田を支持する幹部・会員らによって結成された。代表は古賀達也。会報誌「古田史学会報」を隔月で発行。

### 古田史学の会・東海
古田史学の会・東海（ふるたしがくのかい・とうかい）とは、古田武彦説や九州王朝説を基本に東海地方を中心に活動している研究会である。古田史学の会の会員らによって設立されたが、現在は幅広い考え方を受けいれ自由闊達に議論している。会長は竹内強。会報誌「東海の古代」を毎月発行。

### 多元的古代研究会
多元的古代研究会（たげんてきこだいけんきゅうかい）とは、多元的古代史観の研究を行っている研究会である。元々、市民の古代研究会・関東として発足する予定であったが、発足直前に市民の古代研究会が分裂したことを受け、独立して結成された。同様に「市民の古代研究会・○○」という名称の市民の古代研究会の一部の地方組織は「多元的古代研究会・○○」と改称した。会報誌「多元」を隔月で発行。

### 古田武彦の歴史学を研究する会
古田武彦の歴史学を研究する会（ふるたたけひこのれきしがくをけんきゅうするかい）とは、古田武彦説を基本として活動するため、2019年に新たに設立された研究会である。古田史学の会が古田武彦説から逸脱した考えに傾倒してきたために、これを嫌い2019年に解散した古田史学の会・四国を母体としている。会長は阿部誠一。

### 九州古代史の会
九州古代史の会（きゅうしゅうこだいしのかい）とは、主に九州のメンバーが中心となっている九州王朝説支持者の研究会である。代表幹事は木村寧海。会報誌「九州倭国通信」を季刊で発行。